# Думер
Думер — це той, хто вірить у думеризм, філософію та мислення, які вірять у глобальні проблеми — включаючи, але не обмежуючись цим, екологічне виснаження, таке як перенаселення, пік нафти, кліматичні зміни та забруднення — неминуче спричинить крах цивілізації та значні втрати людської популяції, і потенційно може призвести до зникнення людини. Мислення може бути визначене на противагу оптимістичнішим поглядам про майбутнє цивілізації. Думери, як правило, вважають, що корупція уряду, цивільна апатія та/або структурний гніт є невиправними або несуттєвими.

## Історія

### Субкультура Пікнік
Про термін «думер» повідомлялося у 2008 році як про те, що він використовувався в ранніх інтернет-спільнотах пікніків, особливо на Інтернет-форумах, де члени обговорювали теоретичний момент, коли видобуток нафти припиниться через брак ресурсів, а потім — суспільний крах. Думери середини минулого століття дотримувалися різних ідей про те, як протистояти кризі, колапсу, включаючи підготовку до Судного дня, а також більш сучасні почуття покірності та поразки.
Канадський думер Пол Чефурка розмістив вебсайт, де він закликав своїх читачів їсти нижче в ланцюзі харчування, модифікувати свої будинки для апокаліпсису та не роздумувати над тим, щоб заводити дітей. Він зосередився на дослідженнях, які показали, що народження на одну дитину менше і рослинна дієта є дієвими засобами скорочення викидів парникових газів. Харчування на більш низькому рівні харчового ланцюга за допомогою рослинної дієти дієвіше з екологічної точки зору, бо передача енергії через трофічні рівні призводить до значних втрат енергії.
Примітно, що на відміну від сучасних думерів, деякі з цих думер-пікніків не дотримались таких фаталістичних стратегій. Рейнджер армії США Кріс Лейк, коли писав рекомендації про те, як вижити в умовах суспільного колапсу, запропонував своїм товаришам по нещастю «прийняти позитивний настрій», тому що, як він висловився, «важкі часи не тривають, важкі люди тривають».

### «Doomer»-вояк— інтернет-мем
До 2018 року користувачі 4chan почали створювати карикатури вояка з суфіксом -умер (як «думер» чи «зумер») для висміювання різних груп в мережі, перша з яких була названа «30-річний бумер» — критика мілленіалів, що мають схожий світогляд та ідеї з бебі-бумерами. Це та ж тенденція, яка популяризувала термін «Зумер» по відношенню до представників покоління Z. Три з цих карикатур були названі «Блумери», «Ґлумери» і «Думери».)
Всі три цих персонажі були створені як градієнти того самого зумера. «Блумери» в цьому контексті — це зумери, які є позитивно налаштованими дорослими, «Ґлумери» — це зумери, які страждають від депресії, оскільки вони не так позитивно налаштовані. Думери, на відміну від них, були зумерами, які «просто перестали намагатися». Як зауважила Кейтлін Тіффані, журналістка соціальних мереж з Атлантики, думери 2018 року «більше не прагнули до дружніх стосунків і не отримують жодної радості, бо знають, що світу настане кінець».
Після появи інтернет-мему став поширюватися окремий музичний мікрожанр думервейв. До нього відносили як ремікси відомих композицій, які трохи уповільнювалися та містили ефекти погіршеної якості (нібито потертої плівки), так і оригінальні композиції. Одним з найяскравіших представніків думервейву вважається білоруський гурт Molchat Doma. 

### Використання в ЗМІ
Пізніше термін «думер» став популярним у коментарях до есе Джонатана Францена у «Нью-Йоркері» за 2019 рік під назвою «Що, якби ми перестали удавати». У цій статті аргументовано проти можливості запобігти кліматичній катастрофі. На додаток до популяризації цього терміну серед загальної аудиторії, твір Францена був надзвичайно популярним серед інтернет-спільнот думерів, включаючи групи Facebook «Близькотермінова група підтримки вимирання людей» та «Різкі кліматичні зміни».
У статті, оприлюдненій в BBC, самостійна робота Джема Бенделла «Глибока адаптація: A Map for Navigating Climate Tragedy» була названа «найближчим до маніфесту поколінням „кліматичних думерів“». Станом на березень 2020 року цю статтю було завантажено понад пів мільйона разів. У ній Бенделл стверджує, що немає ніяких шансів запобігти швидкому крахові людської цивілізації, а замість цього люди повинні готуватися жити з наслідками зміни клімату і готуватися до них. Як зазначається в огляді BBC, "професор Майкл Манн, один з найвідоміших у світі кліматологів, назвав статтю Бенделла «псевдонауковим маренням».
New York Times зазначає, що прихильників "Нецивілізаціі: The Dark Mountain Manifesto було названо «думерами» за безрозсудний характер послання тексту. Маніфест критикує ідею прогресу, він був оприлюднений Полом Кінгснортом і Дугалдом Хайном в якості сигналу до початку роботи групи художників «Проєкт Темна гора».
У лютому 2020 року Кейт Найбс з Wired відзначила розвиток популярного і наростального штаму кліматичної фантастики «думери», на відміну від типово оптимістичних відтінків жанру. Крім того, Емі Брейді, оглядач кліматичної фантастики видання Chicago Review of Books, зазначає, що жанр перейшов від майбутніх сценаріїв до минулих та сучасних історій.

## Критика
В контексті критики роботи Бенделла кліматолог Майкл Манн описав думеризм як «новий небезпечний штам криптоденіалізму», заявивши, що ідеї думерів "поведуть нас тим самим шляхом бездіяльності, що і відверте заперечення кліматичних змін. Лобіювання викопного палива любить таке визначення. Критика книги Бенделла «Глибока адаптація» в OpenDemocracy стверджує, що «твердження Бенделла про те, що стрімка зміна клімату зробила неминучим громадський колапс, не тільки несправжня, але і підриває справу кліматичного руху». Замість цього він стверджує, що хоча «є реальні причини для розпачу… вибір вірити в неминучий колапс сам по собі є розкішшю, формою ескапізму, доступною тільки тим, у кого є час і ресурси для планування його наслідків».